# Федюшкин, Иван Ильич
Иван Ильич Федюшкин — советский хозяйственный, государственный и политический деятель, Герой Социалистического Труда.

## Биография
Родился в 1930 году в Калужской области. Член КПСС.
С 1948 года — на хозяйственной, общественной и политической работе. В 1948—1987 гг. — жестянщик в Монтажно-строительном управлении № 12 Главпромстроя МВД СССР, сварщик Научно-исследовательского и конструкторского института монтажной технологии Министерства среднего машиностроения СССР, участвовал в строительстве научно-исследовательской установки «Мир» в городе Димитровграде Ульяновской области, объектов радиохимического производства Химического комбината «Маяк», Ленинградской и Игналинской АЭС.
Указом Президиума Верховного Совета СССР от 7 марта 1962 года присвоено звание Героя Социалистического Труда с вручением ордена Ленина и золотой медали «Серп и Молот».
Избирался депутатом Верховного Совета РСФСР 7-го созыва.
Умер в Москве в 2000 году.